# 위드마크 공식
위드마크 공식(영어: Widmark Formula)은 음주 운전시 사고가 난 후 시간이 많이 경과되어 운전자가 술이 깨어버렸거나 한계 수치 이하인 경우 등에 음주운전 당시의 혈중 알코올 농도를 계산하는 방법이다.

## 공식
도로교통공단 웹사이트에서 발췌함.
{\displaystyle c=A/(p*r)}
1. c: 혈중알코올농도
2. A: 섭취한 알코올의 양 (음주량 * 술의농도(%) * 0.7894)
3. p: 당사자의 체중 (kg)
4. r: 성별에 따른 계수 (남자 0.52~0.86(평균치 0.68), 여자 0.47~0.64(평균치 0.55))

○ 음주운전 당시 혈중알코올농도 = 최고혈중알콜농도 - (경과시간* 0.015)

## 문제점
- 실험 대상이 고작 30명 밖에 되지 않아 모든 사람한테 적용하기에는 무리가 있다.[2]
- 현재와 차이가 많은 1931년에 진행한 실험이다.[2]
- 위드마크 공식의 실험 조건[내용주 1]은 현실의 음주 습관과는 차이가 많아 통계 결과가 부정확 했을 수 밖에 없다.[2][3]
- 알코올의 분해와 흡수에 영향을 끼치는 변수는 매우 많지만 위드마크 공식은 이러한 변수들을 배제한다.[3]

## 관련 판례
- 이미 알려진 신빙성 있는 통계자료 중 운전자에게 가장 유리한 수치를 대입하여 위드마크 공식에 따라 산출하여도 운전 당시의 혈중알코올농도가 0.05%를 초과하는 것으로 계산된다면, 시간당 알코올분해량의 수치에 관한 새로운 자료가 있다든가 운전자가 유별난 특이체질이어서 이미 알려진 통계자료에서 제시된 폭을 넘을 수 있다는 점에 대한 운전자의 입증이 없는 한, 위 위드마크 공식의 적용결과에 기하여 운전 당시 혈중알코올농도가 0.05%를 초과하는 상태에 있었다고 인정할 수 있다.[4]
- 위드마크 공식에 의하여 산출한 혈중알코올농도가 법이 허용하는 혈중알코올농도를 상당히 초과하는 것이 아니고 근소하게 초과하는 정도에 불과한 경우라면 위 공식에 의하여 산출된 수치에 따라 범죄의 구성요건 사실을 인정함에 있어서 더욱 신중하게 판단하여야 할 것이다.[5]
- 위드마크 공식의 적용에 필요한 기본자료들 이외에도 음주 후 특정 시점에서의 혈중알콜농도에 영향을 줄 수 있는 다양한 요소들이 있으므로, 특별한 사정이 없는 한 당해 운전자인 피고인이 평균인과 마찬가지로 위와 같은 요소들을 갖추고 있다고 쉽게 단정할 것이 아니라 이 역시 증거에 의하여 명확히 밝혀져야 하는 바, 위 모든 증명을 위하여 필요하다면 전문적인 학식이나 경험이 있는 사람들의 도움 등을 받아야 하고, 만일 그 공식의 적용에 있어 불확실한 점이 남아 있고 그것이 피고인에게 불이익하게 작용한다면 그 계산결과는 합리적인 의심을 품게 하지 않을 정도의 증명력이 있다고 할 수 없다.[6]

### 내용주
1. ↑  피험자는 공복인 상태에서 약 15분 내에 신속하고 한꺼번에 술을 마셨다.